# Corte permanente di arbitrato
La Corte permanente di arbitrato (CPA) è un'organizzazione internazionale fondata nel 1899 per facilitare la risoluzione delle controversie fra gli Stati membri. I casi trattati spaziano in molteplici campi inclusi la delimitazione di confini terrestri e marini, sovranità, diritti umani, investimenti internazionali e commerci esteri e interni. Ha sede a L'Aia nei Paesi Bassi, nel Palazzo della Pace, che ospita anche la Corte internazionale di giustizia e l'Accademia del diritto internazionale. Il numero di stati aderenti ammonta a 124.

## I precedenti storici
L'idea di una corte che si occupasse degli arbitrati internazionali non era nuova, infatti i primi esempi documentati di risalgono addirittura al re Dario di Persia.
Successivamente, durante l'armistizio dei trent'anni del 445 a.C. tra Atene e Sparta, si istituì un ente simile per risolvere le dispute tra le due città.
Nel Medioevo il ruolo di intermediario tra due autorità spettava al papa, tuttavia vi era disaccordo riguardo al fatto che i suoi verdetti fossero considerati vincolanti o semplicemente dei consigli per i regnanti.
Nel XIX secolo sono documentati diversi casi in cui una procedura d'arbitrato fu usata per risolvere dispute internazionali prima dello scoppio delle ostilità.
L'idea di una corte permanente fu introdotta in un accordo tra le repubbliche dell'America Latina e gli Stati Uniti. Prevedeva anche che una corte di arbitrato analizzasse le diatribe tra le nazioni, così da evitare conflitti.
Dopo la Prima Conferenza Panamericana di Washington il ricorso ad una corte di arbitrato fu esteso a qualunque disputa che riguardasse "l'onore nazionale e gli interessi vitali di uno stato".
Fu solamente durante la conferenza dell'Aia del 1899 che venne istituita la prima Corte di arbitrato a livello mondiale.

## Storia

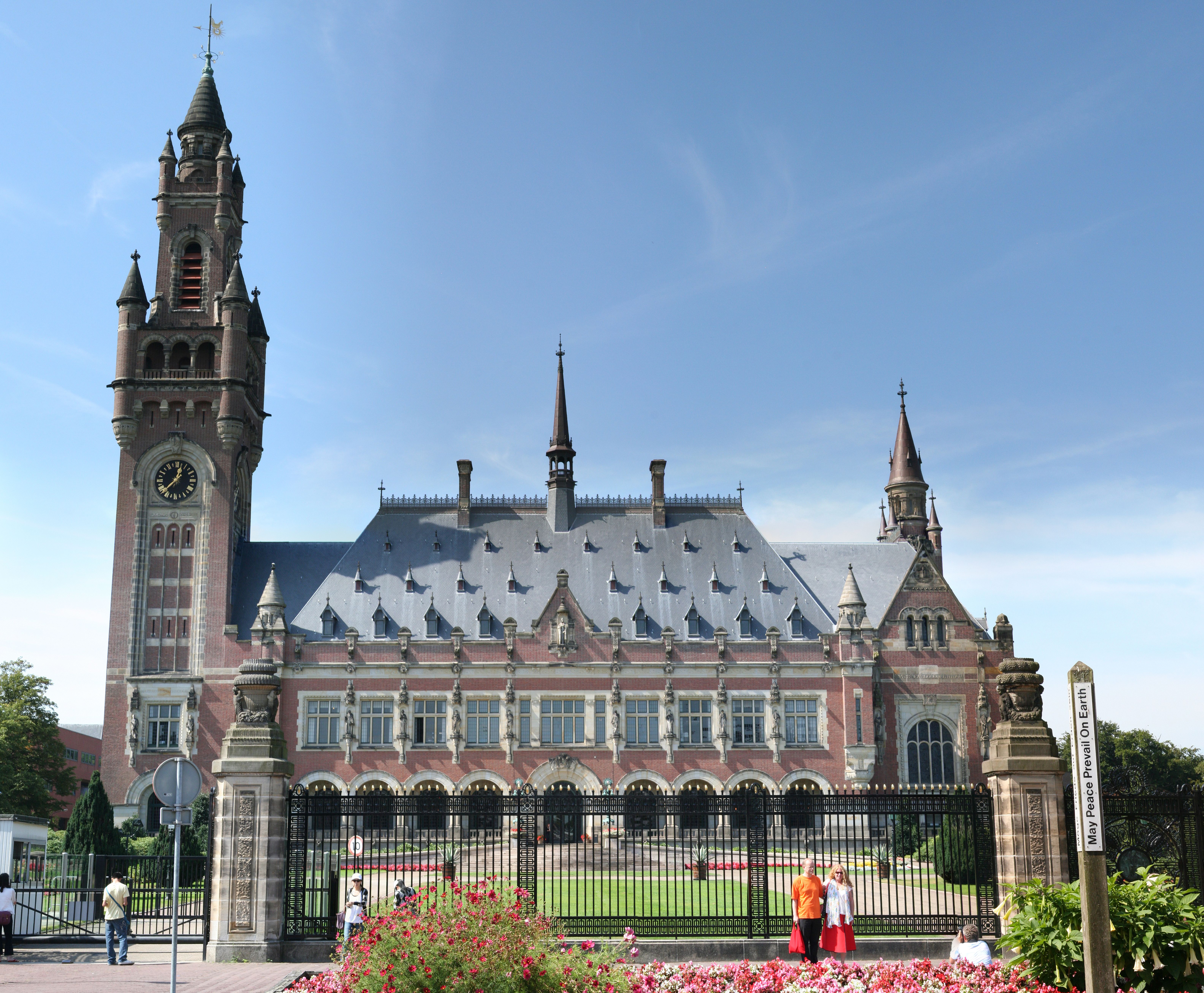
Il palazzo della Pace, sede della Corte permanente di arbitrato.

Gli storici suddividono la storia della Corte in quattro differenti periodi:
- 1901-1907: periodo che va dalla fondazione della Corte fino alle modifiche dello statuto (quattro casi esaminati)
- 1907-1914: fino allo scoppio della Prima Guerra Mondiale (undici casi esaminati)
- 1919-1939: periodo della Società delle Nazioni, dal dopoguerra della Prima Guerra Mondiale allo scoppio della Seconda Guerra Mondiale (otto casi esaminati)
- 1946-oggi: a partire dalla fondazione dell'ONU

Il compito di costituire la Corte fu lasciato al ministro degli Affari Esteri dei Paesi Bassi de Beaufort, il quale ritenne il numero di nazioni aderenti sufficiente nel settembre del 1900 e dunque convocò la prima riunione il 9 aprile del 1901, al fine di nominare i funzionari. Questa riunione ebbe come risultato la nomina a segretario generale di R. Melvil Baron van Lynden. Questa e tutte le altre riunioni fino all'agosto del 1913 furono tenute in un palazzo dell'Aia, finché la corte non si trasferì definitivamente nel Palazzo della Pace.
Tra il 1914 e il 1919 la corte non fu mai convocata, ispirando vignette satiriche che mostravano il palazzo fuori uso in vendita.
Con la fine della Grande Guerra, la Corte Permanente di Arbitrato divenne parte della Società delle Nazioni, appena fondata con la volontà di istituire un'organizzazione con più competenze e più affidabile.
Un secondo periodo di inattività della corte, tra il 1938 e il 1954, portò molti esperti di diritto internazionale a chiederne l'abolizione. Una proposta alternativa fu quella di trasformarla in una corte che si occupasse solamente di risolvere le dispute tra stati e privati. Tuttavia, nessuna di queste proposte ebbe successo e la Corte mantenne lo stesso ruolo.
Il 13 ottobre del 1993 le è stato riconosciuto lo status di osservatore dell'Assemblea generale dell'ONU.
Il 18 ottobre 2007 e l'11 ottobre 2013 si tennero due eventi per ricordare, rispettivamente, il centenario della conferenza del 1907 e del trasferimento dell'organizzazione nel Palazzo della Pace.

## Organizzazione
I soli elementi permanenti della Corte sono l'Ufficio internazionale di cancelleria, il Consiglio di amministrazione permanente, gli arbitri designati dagli Stati parti della Convenzione dell'Aia e infine da un elenco di regole di procedura. Per questo aspetto si distingue dalla Corte Internazionale di Giustizia; un'altra differenza è il fatto che le sessioni della Corte Permanente di Arbitrato si tengano in privato e siano riservate.
La CPA non è una "corte" nel proprio significato del termine, ma una organizzazione amministrativa con l'obiettivo di avere mezzi permanenti e prontamente disponibili per servire come registro degli arbitrati internazionali e di altre procedure connesse, comprese le commissioni d'inchiesta e conciliazione. La corte "non è un tribunale arbitrale precostituito, bensì semplicemente un elenco di persone designate dagli Stati parte della convenzione, da cui gli Stati parte a una controversia possono scegliere gli arbitri investiti della soluzione e utilizzare l'assistenza di un segretariato".
Il Consiglio d'amministrazione è un organismo composto da tutti i rappresentanti diplomatici degli Stati membri accreditati nei Paesi Bassi. È presieduto dal Ministro degli affari esteri olandese, che ne è anche un membro, e composto dagli agenti diplomatici degli Stati facenti parte della Convenzione, accreditati nei Paesi Bassi. Il Consiglio è responsabile della direzione dell'Ufficio internazionale, del bilancio dell'organizzazione e di un rapporto sulle attività.
I giudici o arbitri che ascoltano i casi sono chiamati membri della Corte. Ogni Stato membro può nominarne fino a quattro "di buone competenze in questioni di diritto internazionale, di alta reputazione morale e disposti ad accettare le funzioni di arbitri" per un periodo rinnovabile di 6 anni. Gli arbitri di ogni Stato membro formano insieme un "gruppo nazionale". I giudici possono essere selezionati nei casi di arbitrato in cui la CPA fornisce supporto. Gruppi Nazionale possono proporre candidati per i membri della Corte Internazionale di Giustizia.
La CPA a volte si confonde con la Corte internazionale di giustizia, che ha sede nello stesso edificio. La CPA non è tuttavia parte del sistema delle Nazioni Unite, anche se ha lo status di osservatore nell’assemblea generale delle Nazioni Unite dal 1993.

## Consiglio Amministrativo
Il Consiglio Amministrativo (Permanent Administrative Council) è l'organo atto a controllare e supervisionare l'organizzazione, ha principalmente una funzione amministrativa nel controllo del Bureau internazionale, soprattutto in questioni inerenti salari e budget, inoltre redige il report annuale sulle attività dei Poteri Contraenti.
La sua attività è regolata dalle Regole procedurali del Consiglio Amministrativo (Rules of Procedure of the Administrative Council of the Permanent Court of Arbitration) approvate all'Aia il 19 settembre 1900.
Il Consiglio è composto da rappresentanti diplomatici accreditati dalle Conferenze internazionali per la pace dell'Aia.
Dal 1907 9 membri partecipano alla formazione dell'organo che nomina il Segretario Generale, capo del Bureau internazionale e Rappresentante della Corte.
Il suo mandato è di 5 anni con possibilità di rinnovo.
Ognuno degli Stati aderenti è incaricato di nominare un massimo di 4 arbitri della Corte. I loro nomi sono poi indicati sulla lista stilata dal Bureau, per un periodo di 6 anni, oltre il quale il loro mandato può essere rinnovato. È da questa lista che gli arbitri per ogni specifico caso in questione sono scelti. Il 1 gennaio 1988 il numero degli arbitri sulla lista era 244.
Era già sancito nello Statuto della Società delle Nazioni che i candidati giudici a questa corte dovessero essere scelti dalla lista sottoposta dai "gruppi nazionali" (al massimo 4 arbitri scelti da ogni stato) per la Corte Permanente di Arbitrato. Lo stesso rimane valido per la Corte Internazionale di Giustizia i cui membri sono appunto scelti dalla Assemblea Generale e dal Consiglio di Sicurezza da una lista sottoposta dai gruppi nazionali nella Corte Permanente di Arbitrato.
I membri della Corte Permanente di Arbitrato possono oltretutto proporre candidati per il Premio Nobel per la Pace.

## Il segretariato o International Bureau
Il Bureau internazionale, guidato dal Segretario generale della Corte Permanente di Arbitrato, fornisce supporto legale, tecnico e amministrativo, conserva i documenti ed è il canale ufficiale di comunicazione.

## Procedura di Arbitrato
Gli articoli 30-57 della Conferenza dell'Aia del 1899, per la maggior parte basati su accordi preesistenti tra stati, definirono le regole delle procedure di arbitrato. Queste norme furono emendate nel 1907: la creazione di una procedura semplificata per casi più semplici è l'innovazione principale. Furono poi impiegate nel 1920 nella Corte Permanente di Giustizia Internazionale.
In primo luogo le parti accettano i cosiddetti "compromessi", che dichiarano le competenze e i poteri degli arbitri. La procedura legale è composta da due differenti fasi: la scrittura della richiesta e la discussione verbale. Durante la prima parte della procedura gli agenti e gli avvocati raccolgono e depositano documenti e prove a favore della propria parte.
Nella seconda fase avviene il dibattito orale davanti alla Corte, la quale si ritira al termine della discussione e decide a maggioranza la sentenza.
Il verdetto scritto, che include le motivazioni dell'opinione dissenziente della minoranza degli arbitri, è firmato dal presidente e dal segretario (prima del 1907 dagli arbitri) e viene letto alle parti senza possibilità di appello. Tuttavia è possibile ottenere una revisione in caso di rinvenimento di nuove prove di natura decisiva tra la fase di dibattito e la dichiarazione del verdetto. L'ammissione della richiesta di revisione e ogni decisione in merito sono affidate alla Corte. È il compromesso a stabilire il periodo entro il quale può essere presentata domanda di revisione. Queste norme sono stabilite nell'articolo 55, animatamente dibattuto dalla Terza Commissione nel 1899.

### Supporto per arbitrati UNCITRAL
La Corte Permanente di arbitrato fornisce supporto ai casi di controversie che si svolgono secondo i regolamenti della Commissione delle Nazioni Unite per il diritto commerciale internazionale o UNCITRAL, che coinvolgono, quali parti Stati, entità statali o organizzazioni governative.
Nel caso in cui le parti non riescano a nominare gli arbitri, il Segretario della Corte Permanente di Arbitrato può agire come autorità investita del potere di nomina (appointing authority).

### Arbitrati UNCLOS
La Corte può essere scelta nei casi di controversie che ricadono sotto la Convenzione delle Nazioni Unite sul diritto del mare (UNCLOS). La Corte ha effettivamente amministrato tutti i casi di controversie UNCLOS, tranne uno.

### Regole Opzionali per l’Arbitrato di Dispute riguardanti Attività Extra-atmosferiche
La PCA ha dato avvio nel 2009 a un progetto finalizzato a creare un insieme di regole di arbitrato che rispondessero alle esigenze specifiche di dirimere dispute internazionali sullo spazio extra-atmosferico. Infatti non vi era un metodo alternativo per risolvere questo tipo di questioni oltre al meccanismo istituito dalla Liability Convention, che per di più non permette la partecipazione di entità non governative.
Furono quindi promulgate il 6 dicembre 2011 le Regole Opzionali per l’Arbitrato di Dispute riguardanti Attività Extra-atmosferiche. Esse riconoscono che gli scopi delle attività extra-atmosferiche non includono solo potenziali dispute tra nazioni, ma anche tra privati.

## Stati membri

Membri della Corte Permanente di Arbitrato (in verde sono indicate le nazioni aderenti alla convenzione del 1907, in blu quelle aderenti alla convenzione del 1899)

Sono 124 gli Stati che hanno aderito a una o ad entrambe le convenzioni dell'Aia del 1899 e 1907.
Ogni Stato membro può nominare fino ad un massimo di 4 delegati, che svolgono le funzioni di arbitri. Essi devono possedere "una vasta competenza nel campo del diritto internazionale, un'alta reputazione morale e devono essere disposti ad accettare gli obblighi degli arbitri".
| Stato                            | Aderente al concordato del 1899 | Aderente al concordato del 1907 | Delegati (lista aggiornata al 2016)                                                                                               |
| -------------------------------- | ------------------------------- | ------------------------------- | --- |
| Albania                          | No                              | Sì                              | Qirjako Qirko, Suela Janina, Armand Skapi, Gentian Zybery                                                                         |
| Arabia Saudita                   | No                              | Sì                              | / |
| Argentina                        | Sì                              | No                              | Susan Myrta Ruiz Cerutti, Raul Emilio Vinuesa, Enrique J. A. Candioti, Horacio A. Basabe                                          |
| Australia                        | Sì                              | Si                              | Ivan A. Shearer, Hilary Charlesworth, Robert Shenton French, Justin Glesson                                                       |
| Austria                          | Sì                              | Sì                              | Gerhard Hafner, August Reinisch, Wolfgang Benedek, Ursula Kriebaum                                                                |
| Bahamas                          | No                              | Sì                              | / |
| Bahrain                          | No                              | Sì                              | / |
| Bangladesh                       | No                              | Sì                              | Tofazzal Islam, Awlad Ali, Payam Akhavan                                                                                          |
| Belgio                           | Sì                              | Sì                              | Marc Bossuyt, Erik Franckx |
| Belize                           | No                              | Sì                              | / |
| Bielorussia                      | Sì                              | Sì                              | Uladzimir A. Sakalouski, Valyantsin N. Fisenka, Mikhail M. Khvostov, Olga G. Sergeeva                                             |
| Bolivia                          | Sì                              | Sì                              | / |
| Brasile                          | Sì                              | Sì                              | Celso Lafer, Nadia De Araujo, Antonio Augusto Cançado Trinidade, Eduardo Grebler, Antonio Paulo Cachapuz de Medeiros              |
| Bulgaria                         | Sì                              | Sì                              | Margarit Ganev, Zlatko B. Dimitroff, Tsvetana Kamenova                                                                            |
| Burkina Faso                     | Sì                              | Sì                              | / |
| Cambogia                         | Sì                              | Sì                              | / |
| Camerun                          | Sì                              | Sì                              | Maurice Kamto, Michel Mahouve, Galega Feh Helen Kwanga, Jean Bosco Essoh                                                          |
| Governo canadese                 | Sì                              | Sì                              | William R. Crosbie |
| Cile                             | Sì                              | Sì                              | Ximena Fuentes Torrijo, Maria Teresa Infante Caffi, Edmundo Vargas Carreño, Eduardo Vio Grossi                                    |
| Cina                             | Sì                              | Sì                              | Liu Zhenmin, Liu Daqun |
| Cipro                            | No                              | Sì                              | Aleocs Markides, James Droushiotis, George Erotocritou, George Nicolaou, Nicholas Emiliou, Georghios Pikis, Sotos Demetriou       |
| Colombia                         | Sì                              | Sì                              | Eduardo Cifuentes Muñoz, Ruth Stella Correa Palacio, Jaime Cordoba Triviño, Ricardo Abello Galvis                                 |
| Costa Rica                       | No                              | Sì                              | Elizabeth Odio Benito, Sonia Picado Sotela, Rodrigo Oreamuno Blanco, Sergio Ugalde Godinez                                        |
| Croazia                          | Sì                              | No                              | / |
| Cuba                             | Sì                              | Sì                              | / |
| Danimarca                        | Sì                              | Sì                              | Tyge Lehmann, Poul Søgaard, Jonas Bering Liisberg, Anne Kristine Axelsson                                                         |
| Ecuador                          | Sì                              | No                              | Alexis Mera Giler, Marcelo Vazques-Bermudez, Alvaro Galindo                                                                       |
| Egitto                           | No                              | Sì                              | / |
| El Salvador                      | Sì                              | Sì                              | / |
| Emirati Arabi Uniti              | No                              | Sì                              | / |
| Eritrea                          | No                              | Sì                              | / |
| Estonia                          | No                              | Sì                              | Triinu Hiob, Lauri Mälksoo, Toomas Vaher, René Värk, Julia Laffranque, Heiki Lindpere, Andres Hallmägi, Rait Maruste              |
| Etiopia                          | Sì                              | No                              | / |
| Fiji                             | Sì                              | No                              | / |
| Filippine                        | No                              | Sì                              | Lilia R. Bautista, Merlin M. Magallona, Hilario G. Davide                                                                         |
| Finlandia                        | No                              | Sì                              | Martti Koskenniemi, Tiina Astola, Gustav Bygglin, Päivi Kaukoranta                                                                |
| Francia                          | Sì                              | Sì                              | Gilbert Guillaume, Edwige Belliard, Geneviève Bastid Burdeau, François Alabrune, Jean-Pierre Puissochet                           |
| Georgia                          | No                              | Sì                              | / |
| Germania                         | Sì                              | Sì                              | Doris König, Stefan Oeter, Eibe Riedel, Andreas Zimmermann                                                                        |
| Giappone                         | Sì                              | Sì                              | Shunji Yanai, Shinya Murase, Hisashi Owada, Nisuke Ando                                                                           |
| Gibuti                           | No                              | Sì                              | / |
| Giordania                        | No                              | Sì                              | Awn Shawkat Al Khasawneh, Ibrahim Amosh, Hamza Haddad, Omar Aljazy                                                                |
| Gran Bretagna                    | Sì                              | Sì                              | Lady Justice Arden, Franklin Delow Berman, Christopher Greenwood, Elihu Lauterpacht                                               |
| Grecia                           | Sì                              | No                              | Emmanuel Roucounas, Christos Rozakis, Linos-Alexandre Sicilianos, Maria Telalian                                                  |
| Guatemala                        | Sì                              | Sì                              | / |
| Guyana                           | No                              | Sì                              | / |
| Haiti                            | Sì                              | Sì                              | Camille LeBlanc, Louis Gary Lissade, Jean-Henri Ceant                                                                             |
| Honduras                         | Sì                              | Sì                              | Carlos Lopez Contreras, Julio Rendon Banica, Mireya Agüero De Corrales, Jorge Ramon Hernandez Alcerro                             |
| India                            | Sì                              | No                              | H. L. Dattu, G. T. Nanavati, Mukul Rohatgi, Harish Salve                                                                          |
| Iran                             | Sì                              | No                              | Mohsen Mohebi, Djamchid Momtaz, Alireza Jahangiri, Hossein Piran                                                                  |
| Iraq                             | Sì                              | Sì                              | Al-Adhami Riyadh Hashim Abdul-Razzaq, Abduduallteef Naif Abdullteef, Mohammed H. Hamoud, Wael Abdul Lateef Hussain Alfadhel       |
| Irlanda                          | No                              | Sì                              | Maire R. Whelan, Nicholas Kearns, Siobhan Mullally, James Kingston                                                                |
| Islanda                          | Sì                              | Sì                              | / |
| Israele                          | No                              | Sì                              | Ruth Lapidoth, Meir Shamgar, Alan Baker, Robbie Sabel                                                                             |
| Italia                           | Sì                              | No                              | Ida Caracciolo, Umberto Leanza, Mauro Politi, Attila Tanzi                                                                        |
| Kenya                            | No                              | Sì                              | S. Amos Wako, Willy M. Mutunga, Phoebe Okowa, Githu Muigai                                                                        |
| Kirghizistan                     | Sì                              | Sì                              | / |
| Kosovo                           | No                              | Sì                              | Jetish Jashari, Robert Muharremi                                                                                                  |
| Kuwait                           | No                              | Sì                              | Yaacoub Abdulmohsen Alsaneaa, Zakaria Al-Ansari, Mansour Faraj Al-Saeed, Khalifah Thamer Alhamidah                                |
| Laos                             | Sì                              | Sì                              | Ket Kiettisak, Kisinh Sinphanngam, Ouan Phommachack                                                                               |
| Lettonia                         | No                              | Sì                              | / |
| Libano                           | Sì                              | Sì                              | Chukri Sader, Wassim Mansouri, Ghaleb Mahmassani, Ramzi Joreige                                                                   |
| Libia                            | No                              | Sì                              | / |
| Liechtenstein                    | No                              | Sì                              | / |
| Lituania                         | No                              | Sì                              | Renata Berzanskiene, Andrius Smaliukas, Saulius Katuoka, Justinas Zilinskas                                                       |
| Lussemburgo                      | Sì                              | Sì                              | Patrick Kinsch |
| Macedonia                        | Sì                              | Sì                              | Nikola Dimitrov, Saso Georgievski, Toni Deskoski                                                                                  |
| Madagascar                       | No                              | Sì                              | / |
| Malaysia                         | No                              | Sì                              | Karam Chand Vohrah, Vinayak P. Pradhan, Cecil W. M. Abraham, Abdul Aziz Mohamad                                                   |
| Malta                            | No                              | Sì                              | David J. Attard, Giovanni Grixti, George M. Hyzler, James Busuttil                                                                |
| Marocco                          | No                              | Sì                              | El Hassan El Guassem, M. Mohamed Bennouna, M. Mostafa Faress, M. Mostafa Maddah, M. Mohamed Said Bennani                          |
| Mauritius                        | Sì                              | No                              | A. G. Pillay, D. B. Seetulsingh, Satyanhooshan Gupt Domah, Hamid Moollan                                                          |
| Messico                          | Sì                              | Sì                              | Alberto Szekely Sanchez, Alonso Gomez Robledo Verduzco, Salazar Ugarte, Bernardo Sepulveda-Amor                                   |
| Montenegro                       | Sì                              | No                              | / |
| Nicaragua                        | Sì                              | Sì                              | / |
| Nigeria                          | No                              | Sì                              | Chirstopher Bayo Ojo, Alhaji Abdullhai Ibrahim, Adedoyin Oyinkan Rhodes-Vivour                                                    |
| Norvegia                         | Sì                              | Sì                              | Ingse Stabel, M. Rolf Einar Fife, Liv Gjølstad, Margit Tveiten                                                                    |
| Nuova Zelanda                    | Sì                              | Sì                              | Sian Ellias, Christopher Finlayson, Una Jagose, Gerard Van Boehemen, Michael Heron                                                |
| Paesi Bassi                      | Sì                              | Sì                              | André Nollkaemper, Alphons Orie, Elisabeth Lijnzaad, Nico J. Schrijver                                                            |
| Pakistan                         | Sì                              | No                              | Faqir Muhammad Khokhar, Malik Hamid Saeed, Masood Kausar, Muhammad Ahsan Bhone                                                    |
| Palestina                        | No                              | Sì                              | / |
| Panama                           | Sì                              | Sì                              | / |
| Paraguay                         | Sì                              | Sì                              | José Félix Fernandez Estigarribia, M. Enrique A. Sosa Elizeche, M. Emilio Camacho Paredes, M. Hugo Esteban Estigarribia Gutierrez |
| Perù                             | Sì                              | No                              | Eduardo Ferrero Costa, Diego Garcia-Sayan Larrabure, Enrique Martin Bernales Ballesteros, Juan José Ruda Santolaria               |
| Polonia                          | No                              | Sì                              | Jerzy Makarczyk, Janusz Symonides, Kazimierz Lankosz, Anna Wyrozumska                                                             |
| Portogallo                       | Sì                              | Sì                              | José Miguel Judice, Miguel De Serpa Soares, José Manuel Servulo Correia, Patricia Galvão Teles                                    |
| Qatar                            | No                              | Sì                              | / |
| Repubblica Ceca                  | No                              | Sì                              | Dalibor Jilek, Validimir Balas, Jiri Malenovski, Pavel Sturma                                                                     |
| Repubblica Democratica del Congo | Sì                              | Sì                              | / |
| Repubblica di Corea              | No                              | Sì                              | Kak-Soo Shin, Byung Chul So, Jang-Hie Lee, Byung-Sun Oh                                                                           |
| Repubblica Dominicana            | Sì                              | Sì                              | / |
| Romania                          | Sì                              | Sì                              | Bogdan Aurescu, Raluca Miga Beșteliu, Alina Orosan, Anca Maria Stoica                                                             |
| Ruanda                           | No                              | Sì                              | / |
| Russia                           | Sì                              | Sì                              | Kirill G. Gevorgian, Roman A. Kolodkin, Kamil Abdulovich Bekiashev, Stanislav Valentinovich Tchernichenko                         |
| Sao Tomé e Principe              | No                              | Sì                              | / |
| Senegal                          | Sì                              | Sì                              | Papa Oumar Sakho, Demba Kandji, Abdou Salam Diallo, Fatimatou Ka Diop                                                             |
| Serbia                           | Sì                              | No                              | Milenko Kreca |
| Singapore                        | No                              | Sì                              | Tommy Koh, Sundaresh Menon, Lionel Yee, Chan Sek Keong                                                                            |
| Slovacchia                       | No                              | Sì                              | Jan Klucka, Peter Tomka, Peter Vrsanky, Vaclav Mikulka                                                                            |
| Slovenia                         | Sì                              | Sì                              | Borut Bohte, Mirjam Skrk, Jerney Sekolec, Rajko Knez                                                                              |
| Spagna                           | Sì                              | Sì                              | Juan Antonio Yanez-Barnuevo, Santiago Torres Bernardez, Antonio Remiro Brotons, José Antonio Pastor Ridruejo                      |
| Sri Lanka                        | Sì                              | No                              | / |
| Stati Uniti d'America            | Sì                              | Sì                              | Harold Hongju Koh, Brian J. Egan, John B. Bellinger, Stephen M. Schwebel, Mary Mcleod                                             |
| Sud Africa                       | No                              | Sì                              | / |
| Sudan                            | No                              | Sì                              | (Mult) Kamil El Tayeb Idris, Osman El Sharf, Sirajuddin Hamid Yousif, Abdel Rahman Ibrahim El Khalifa                             |
| Suriname                         | No                              | Sì                              | / |
| Svezia                           | Sì                              | Sì                              | Anders Rönquist, Mats Melin, Ove Bring, Carl Henrik Ehrenkrona                                                                    |
| Svizzera                         | Sì                              | Sì                              | Lucius Caflisch, Laurence Boisson De Chazournes, Roberto Balzaretti, Daniel Thürer, Valentin Zellweger                            |
| Swaziland                        | No                              | Sì                              | / |
| Thailandia                       | Sì                              | Sì                              | Arun Panupong, Sansern Kraichitti, Prajit Rojanaphruk, Chalermpon Ake-Uru                                                         |
| Togo                             | No                              | Sì                              | / |
| Turchia                          | Sì                              | No                              | Yusuf Aksar, Ali Yesilimark, Mehmet Ali Zengin, Mehmet Bedii Kaya                                                                 |
| Ucraina                          | Sì                              | Sì                              | / |
| Uganda                           | No                              | Sì                              | / |
| Ungheria                         | Sì                              | Sì                              | Vanda Lamm, Janos Bruhacs, Reka Varga, Marcel Szabò, Csaba Pakozdi                                                                |
| Uruguay                          | Sì                              | No                              | Alberto Pèrez Pérez, Carlos Alberto Mata Prates, Jose Korzeniak, Roberto Puceiro Ripoll                                           |
| Venezuela                        | Sì                              | No                              | / |
| Vietnam                          | Sì                              | Sì                              | Nguyen Thi Thanh Ha, Nguyen Quy Binh, Nguyen Khanh Ngoc, Giang Thanh Tung                                                         |
| Zambia                           | No                              | Sì                              | Mathew M. S. W. Ngulube, Albert M. Wood                                                                                           |
| Zimbabwe                         | Sì                              | No                              | / |

## I segretari generali
- Barone Robert Melvil van Lynden, 1900-1901
- L. H. Ruyssenaers, 1901-1905
- Barone L. P. M. H. Michiels van Verduynen, 1905-1929
- Dottor M. A. Crommelin, 1929-1947
- Jonkheer A. M. Snouck Hurgronje, 1948-1951
- Dottor A. Loudon, 1951-1953
- Professor J. P. A. François, 1954-1968
- Barone E. O. van Boetzelaar, 1968-1980
- J. Varekamp, 1981-1990
- P. J. H. Jonkman, 1990-1999
- Tjaco T. van den Hout, 1999-2008
- Christiaan M. J. Kröner, 2008-2011
- Hugo H. Siblesz, 2012-oggi[22]

## Casi esaminati

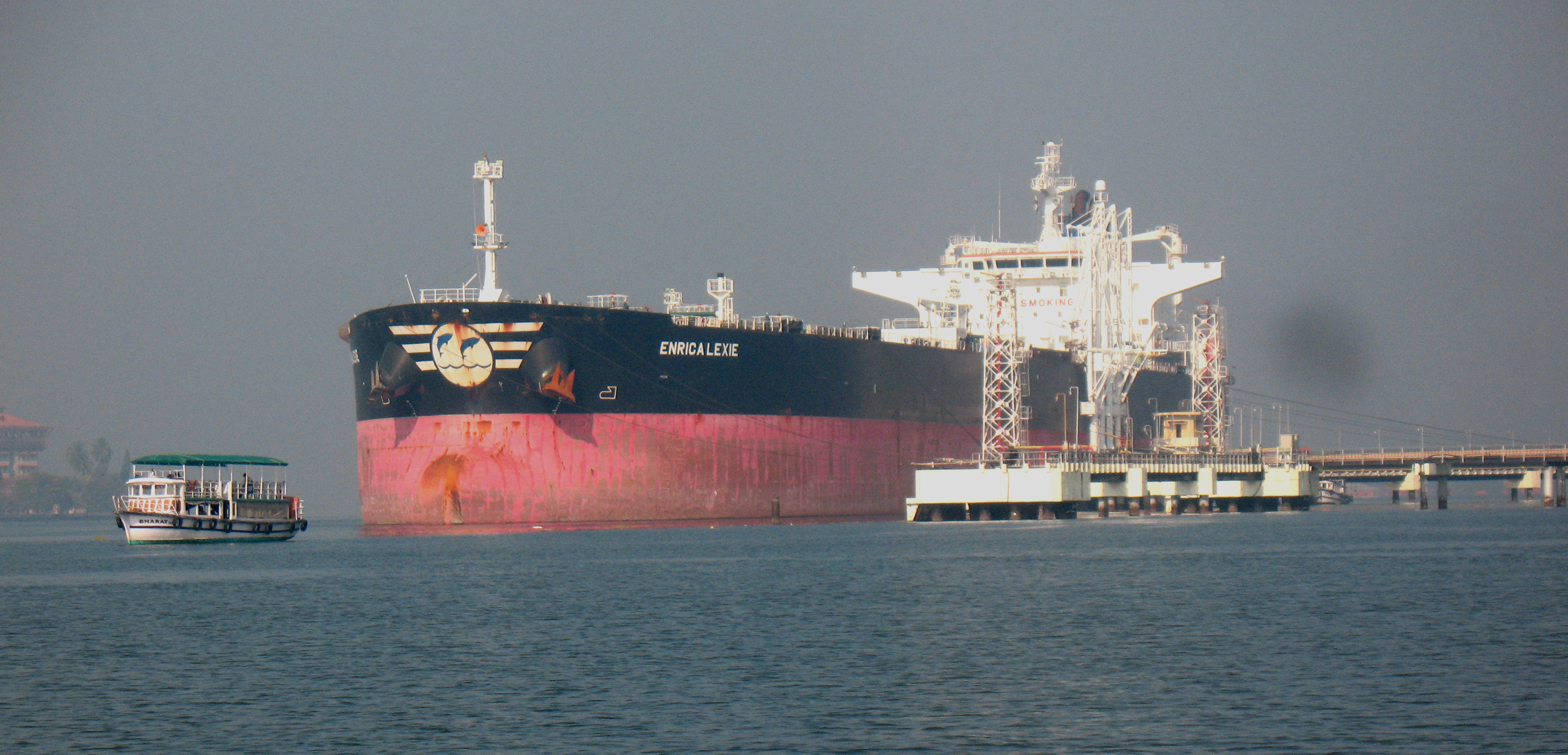
La nave Enrica Lexie, da cui il nome del caso 2015-28

## Casi esaminati[23]

### In corso

#### Controversie tra stati
- Caso nº 2015-42: arbitrato sul trattato di Timor (Timor Est c. Australia)
- Caso nº 2015-28: il caso "Enrica Lexie" (Italia c. India)[24] (noto in Italia come il caso dei "marò")
- Caso nº 2014-07: il caso "Duzgit Integrity" (Malta c. São Tomé e Príncipe)
- Caso nº 2014-02: il caso "Arctic Sunrise" (Paesi Bassi c. Federazione Russa)
- Caso nº 2013-16: arbitrato sul trattato marino di Timor (Timor Est c. Australia)
- Caso nº 2012-04: arbitrato tra la Repubblica di Croazia e la Repubblica di Slovenia
- Caso nº 2016-10: conciliazione tra Timor Est e Australia

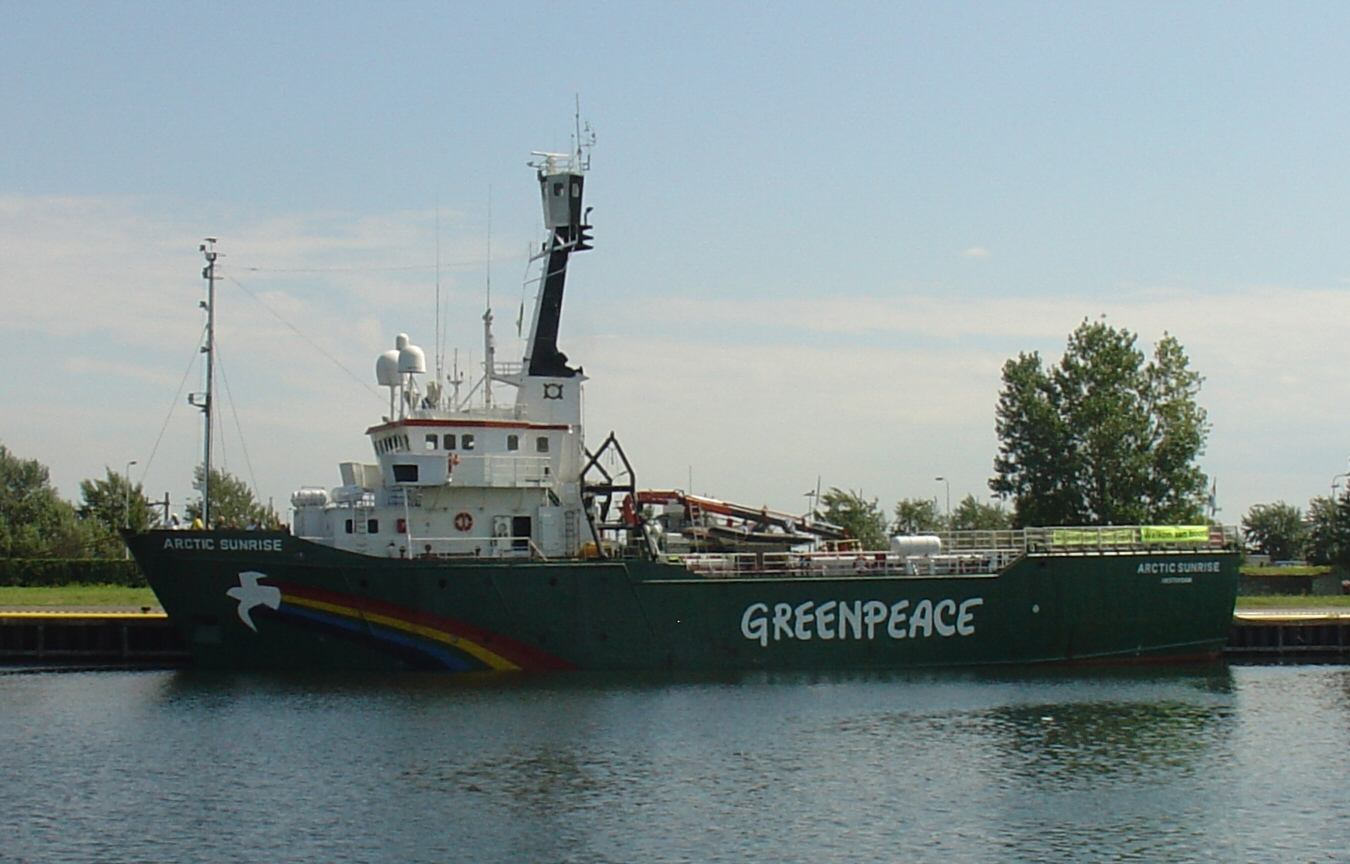
La nave Arctic Sunrise, oggetto dell'omonimo caso

#### Controversie tra stato e privati
- Caso nº 2016-21: Josias Van Zyl (Sud Africa), il fondo familiare di Josias Van Zyl (Sud Africa) e il fondo Burmilla c. il Regno del Lesotho
- Caso nº 2016-17: Michael Ballantine e Lisa Ballantine c. la Repubblica Dominicana
- Caso nº 2016-13: Resolute Forest Products Inc. c. il Governo Canadese
- Caso nº 2016-08: Manuel García Armas, Pedro García Armas, Sebastián García Armas, Domingo García Armas, Manuel García Piñero, Margaret García Piñero, Alicia García González, Domingo García Cámara e Carmen García Cámara c. Venezuela
- Caso nº 2015-40: Indian Metals & Ferro Alloys Limited (India) c. il Governo Indonesiano
- Caso nº 2015-36: Everest Estate LLC e altri c. la Federazione Russa
- Caso nº 2015-35: Stabil LLC, Rubenor LLC, Rustel LLC, Novel-Estate LLC, PII Kirovograd-Nafta LLC, Crimea-Petrol LLC, Pirsan LLC, Trade-Trust LLC, Elefteria LLC, VKF Satek LLC e Stemv Group LLC c. la Federazione Russa
- Caso nº 2015-34: PJSC Ukrnafta c. Federazione Russa
- Caso nº 2015-32: Stans Energy Corp., Kutisay Mining LLC c. Kirghizistan
- Caso nº 2015-07: aeroporto Belbek LLC e Igor Valerievich Kolomoisky c. Federazione Russa
- Caso nº 2014-34: WNC Factoring Limited (Regno Unito) c. Repubblica Ceca
- Caso nº 2014-30: Mytilineos Holdings S.A. (Grecia) c. Serbia
- Caso nº 2014-26: Louis Dreyfus Armateurs SAS (Francia) c. India
- Caso nº 2014-01: Antaris Solar Gmbh (Germania), Michael Göede (Germania) c. Repubblica Ceca
- Caso nº 2013-23: Tenoch Holdigns Limited (Cipro), Maxim Naumchenko (Federazione Russa), Andrey Poluektov (Federazione Russa) c. India
- Caso nº 2013-09: CC/Devas (Mauritius) Ltd, Devas Employees Mauritius Private Limited, Telcom Devas Mauritius Limited c. India
- Caso nº 2012-16: Murphy Exploration & Production Company-International c. Ecuador
- Caso nº 2012-12: Philip Morris Asia Limited (Hong Kong) c. Australia
- Caso nº 2012-10: Merck Sharpe & Dohme (I. A.) LLC c. Ecuador
- Caso nº 2010-21: Dunkeld International Investment Limited (Turks & Caicos) c. Belize
- Caso nº 2010-20: China Heilongjiang International Economic & Technical Cooperative Corp., Beijing Shougang Mining Investment Company Ltd, Qinhuangdaoshi Qinlong International Industrial Co. Ltd c. Mongolia
- Caso nº 2009-23: Chevron Corporation, Texaco Petroleum Company c. Ecuador
- Caso nº 2009-4: Bilcon of Delaware ed altri c. Governo canadese

#### Altri arbitrati
- Caso nº 2017-01: Manila Water Company Inc. (Filippine) c. Filippine
- Caso nº2016-03: D. v. Energy Community
- Caso nº 2015-37: Maynilad Water Services, Inc. (Filippine) c. Filippine
- Caso nº 2014-32: Ecuador TLC S. A. (Ecuador), Cayman International Exploration Company S. A. (Panama), Teikoku Oil Ecuador (Isole Cayman) c. Ecuador, Segretariato degli idrocarburi Ecuador, Impresa Statale degli idrocarburi Ecuador EP Petroecu.

### Casi passati
Questa è una lista parziale: la Corte sta infatti gradualmente rendendo accessibili elettronicamente tutti i registri riguardanti i casi esaminati in passato.
- Caso nº 2016-06: Consorcio Sogeosa-Tilmon (Costa Rica) c. El Instituto Tecnológico de Costa Rica (Costa Rica)
- Caso nº 2015-17: Indian Potash Limited (India) c. Agriculture Inputs Company Limited (Nepal)
- Caso nº 2015-13: Kristian Almås e Geir Almås c. Polonia
- Caso nº 2015-05: Iberdrola, S.A. (Spagna), Iberdrola Energía, S.A.U. (Spagna) c. El Estado Plurinacional de Bolivia
- Caso nº 2015-02: Financial Performance Holdings B.V. (Paesi Bassi) c. Federazione Russa
- Caso nº 2014-38: Municipalità distrettuale di La Punta (Perù) c. Ufficio delle Nazioni Unite per i servizi ed i progetti
- Caso nº 2014-33: Sterling Merchant Finance Ltd c. Capo Verde
- Caso nº 2014-24: Consorcio John W. Mcdougall Company Inc. y Dredge & Marine Corporation (USA) c. El Instituto Costarricense de Electricidad (Costa Rica)
- Caso nº 2013-33: Mattioli Joint Venture c. Ministero dell'acqua e dell'energia dell'Etiopia
- Caso nº 2013-32: Consta Joint Venture c. Chemin de Fer Djibouto-Ethiopien (gestore della ferrovia Addis Abeba-Gibuti), in rappresentanza dell'Etiopia e di Gibuti
- Caso nº 2013-30: l'arbitrato sull'Aringa Atlantico-Scandinava (Danimarca, in rappresentanza delle isole Faroer c. Unione Europea)
- Caso nº 2013-22: Windstream Energy LLC (USA) c. governo canadese
- Caso nº 2013-19: l'arbitrato sul Mar Cinese Meridionale (Filippine c. Repubblica Popolare Cinese)
- Caso nº 2013-14: riunione per la revisione stabilita dalla Convenzione sulla Conservazione e Gestione della Pesca in Alto Mare nell'Oceano Pacifico Meridionale
- Caso nº 2013-11: Arbitrato sull'ARA Liberatad (Argentina c. Ghana)
- Caso nº 2013-06: U.S. Steel Global Holdings I B.V. (Paesi Bassi) c. Slovacchia
- Caso nº 2012-29: St Marys VCNA LLC c. governo canadese
- Caso nº 2012-25: Detroit International Bridge Company c. governo canadese
- Caso nº 2012-21: Ilya Levitis (USA) c. Kirghizistan
- Caso nº 2012-17: Mesa Power Group LLC (USA) c. governo canadese
- Caso nº 2012-06: Peter A. Allard (governo canadese) c. Barbados
- Caso nº 2012-05: Repubblica dell'Ecuador c. Stati Uniti d'America
- Caso nº 2012-02: Copper Mesa Mining Corporation (governo canadese) c. Repubblica dell'Ecuador
- Caso nº 2012-01: Arbitrato sulle terre della ferrovia (Malaysia/Singapore)
- Caso nº 2011-17: Guaracachi America, Inc. (U.S.A.), Rurelec plc (United Kingdom) c. Bolivia
- Caso nº 2011-16: OAO Gazprom c. Repubblica della Lituania
- Caso nº 2011-03: arbitrato sulle zone marittime protette di Chagos (Mauritius c. Regno Unito)
- Caso nº 2011-01: arbitrato sulle acque del Kishenganga (Pakistan c. India)
- Caso nº 2010-18: British Caribbean Bank Ltd. (Turks e Caicos) c. Belize
- Caso nº 2010-17: European American Investment Bank AG c. Repubblica Slovacca
- Caso nº 2010-16: arbitrato della baia del confine marittimo del Bengala (Bangladesh c. India)
- Caso nº 2010-13: Dunkeld International Investment Limited (Turks & Caicos) c. Belize
- Caso nº 2010-08: Polis Fondi Immobliare di Banche Popolare S.G.R.p.A c. Fondo internazionale per lo sviluppo agricolo (IFAD)
- Caso nº 2009-21: Melvin J. Howard, Centurion Health Corp. & Howard Family Trust c. governo canadese
- Caso nº 2009-12: InterTrade Holding GmbH c. Repubblica Ceca
- Caso nº 2009-11: HICEE B.V. c. Slovacchia
- Caso nº 2008-13: Achmea B.V. (nota precedentemente come “Eureko B.V.”) c. Slovacchia
- Caso nº 2008-07: Sudan c. Movimento di Liberazione del Popolo del Sudan
- Caso nº 2008-06: TCW Group Inc., Dominican Energy Holdings L.P. c. Repubblica Dominicana
- Caso nº 2008-02: Vito G. Gallo c. governo canadese
- Caso nº 2008-01: Chemtura Corporation (in precedenza Crompton Corporation) c. governo canadese
- Caso nº 2007-07/AA280: Romak S.A. (Svizzera) c. Uzbekistan
- Caso nº 2007-02/AA277: Chevron Corporation, Texaco Petroleum Company c. Ecuador
- Caso nº 2007-01/AA278: Centerra Gold Inc. (governo canadese) e Kumtor Gold Company (Kirghizistan) c. Kirghizistan
- Caso nº 2005-05/AA228: Veteran Petroleum Limited (Cipro) c. Federazione Russa
- Caso nº 2005-04/AA227: Jukos Universal Limited (Isle of Man) c. Federazione Russa
- Caso nº 2005-03/AA226: Hulley Enterprises Limited (Cipro) c. Federazione Russa
- Caso nº 2004-05: terra sottratta al mare da Singapore nello stretto di Johor (Malaysia c. Singapore)
- Caso nº 2004-04: Guyana c. Suriname
- Caso nº 2004-02: Barbados c. Trinidad e Tobago
- Caso nº 2003-06: arbitrato sull'Eurotunnel
- Caso nº 2003-03: Telekom Malaysia Berhad c. Ghana
- Caso nº 2003-02: arbitrato sull'Iron Rhine (Belgio c. Paesi Bassi)
- Caso nº 2002-01: il caso "MOX Plant" (Irlanda c. Regno Unito)
- Caso nº 2001-04: Saluka Investments B.V. c. Repubblica Ceca
- Caso nº 2001-03: Irlanda c. Regno Unito (arbitrato OSPAR)
- Caso nº 2001-02: commissione sulle rivendicazioni tra Eritrea ed Etiopia
- Caso nº 2001-01: commissione sui confini tra Eritrea ed Etiopia
- Caso nº 2000-04: banca per I patteggiamenti internazionali
- Caso nº 2000-02: l'arbitrato sui cloruri nel Reno (Paesi Bassi c. Francia)
- Caso nº 1999-01: Larsen c. Hawaii
- Caso nº 1996-04: Eritrea/Yemen - sovranità e confini marini del Mar Rosso
- Caso nº 1934-01: Radio Corporation of America c. Cina
- Caso nº 1925-01: isola di Palmas (o Miangas) (Paesi Bassi c. USA)
- Caso nº 1921-01: rivendicazioni dei possessori di navi norvegesi (Norvegia c. USA)
- Caso nº 1913-01: confini dell'Isola di Timor (Paesi Bassi c. Portogallo)
- Caso nº 1912-01: Il Carthage (Francia c. Italia)
- Caso nº 1912-01: Vascello postale francese "Manouba"
- Caso nº 1910-02: Richiesta degli interessi su ll'indennizo da parte della Russia (Russia c. Turchia)
- Caso nº 1910-01: Arresto e restituzione di Savarkar (Francia c. Regno Unito)
- Caso nº 1910-01: Richiesta Canevaro (Italia c. Perù)
- Caso nº 1909-02: Caso della Orinoco Steamship Company (Stati Uniti c. Venezuela)
- Caso nº 1909-01: Caso delle pescherie della Costa Nord Atlantica (Regno Unito c. Stati Uniti)
- Caso nº 1908-02: Disertori di Casablanca (Francia c. Germania)
- Caso nº 1908-01: Caso Grisbådarna
- Caso nº 1904-01: Muscat Dhows (Francia c. Regno Unito)
- Caso nº 1903-01: trattamento preferenziale delle richieste di embargo contro il Venezuela (Germania, Regno Unito e Italia c. Venezuela)
- Caso nº 1902-02: Tassa sulla casa giapponese (Germania, Francia e Regno Unito c. Giappone)
- Caso nº 1902-01: "The Pious Fund of the Californias" (USA c. Messico)

## Fondi e tasse d'Arbitrato
Tra il 2007 e i 2008 il budget per la Corte era di 1 800 000 €I fondi per la Corte provengono dai contributi dei suoi membri e dalle tasse corrisposte dalle parti per i casi di arbitrato. I costi fissi che ogni stato membro deve pagare individualmente si basano sul sistema dell'Unione Postale Universale.
Ogni parte richiedente l'arbitrato deve pagare le spese per organizzare il tribunale, inclusi gli stipendi degli arbitri, le spese per i registri e le funzioni amministrative, ma non le spese generali dell'organizzazione. I costi variano da caso a caso e possono essere oggetto di trattativa tra la Corte Permanente di Arbitrato e le parti in causa.